# V349 Водолея
V349 Водолея (лат. V349 Aquarii) — поляр, двойная катаклизмическая переменная звезда типа AM Геркулеса (XM:) в созвездии Водолея на расстоянии (вычисленном из значения параллакса) приблизительно 19648 световых лет (около 6024 парсеков) от Солнца. Видимая звёздная величина звезды — от +18,5m до +18m.

## Характеристики
Первый компонент — аккрецирующий белый карлик спектрального класса pec(e).